# Луиш, Мигел
Мигел Мариз Луиш (порт. Miguel Mariz Luís; род. 27 февраля 1999 года, Ароэйра, Португалия) — португальский футболист, полузащитник клуба «Варта».

## Клубная карьера
Мигел начинал свою карьеру в детской команде «Академики», куда был зачислен в восьмилетнем возрасте. С 2009 года он начал выступления за юниорские и юношеские команды более именитого «Спортинга». Сейчас Мигел выступает за юношескую (до 19 лет) команду лиссабонцев.

## Карьера в сборной
Мигел выступает за юношеские сборные Португалии. В составе юношеской сборной до 17 лет он принимал участие на юношеском чемпионате Европы 2016 года. Мигел принял участие в пяти встречах этого первенства (групповую встречу с шотландцами он провёл на скамейке запасных) и забил два гола. Его сборная выиграла турнир, обыграв испанцев в серии пенальти.

## Достижения
«Спортинг»
- Обладатель Кубка Португалии: 2018/19
- Чемпион Европы (до 17 лет): 2016

## Личная жизнь
Отец Мигела, Нуну — футболист, наиболее известный по выступлениям за «Академику».